# Selden (Kansas)
Selden és una població dels Estats Units a l'estat de Kansas. Segons el cens del 2000 tenia 201 habitants.

## Demografia
Segons el cens del 2000, Selden tenia 201 habitants, 103 habitatges, i 55 famílies. La densitat de població era de 258,7 habitants/km².
Dels 103 habitatges en un 19,4% hi vivien nens de menys de 18 anys, en un 41,7% hi vivien parelles casades, en un 7,8% dones solteres, i en un 46,6% no eren unitats familiars. En el 44,7% dels habitatges hi vivien persones soles el 20,4% de les quals corresponia a persones de 65 anys o més que vivien soles. El nombre mitjà de persones vivint en cada habitatge era d'1,95 i el nombre mitjà de persones que vivien en cada família era de 2,73.
Per edats la població es repartia de la següent manera: un 20,4% tenia menys de 18 anys, un 6,5% entre 18 i 24, un 25,9% entre 25 i 44, un 20,9% de 45 a 60 i un 26,4% 65 anys o més.
L'edat mediana era de 43 anys. Per cada 100 dones de 18 o més anys hi havia 107,8 homes.
La renda mediana per habitatge era de 28.750 $ i la renda mediana per família de 37.500 $. Els homes tenien una renda mediana de 20.417 $ mentre que les dones 16.250 $. La renda per capita de la població era de 17.137 $. Entorn del 8,9% de les famílies i el 10% de la població estaven per davall del llindar de pobresa.

## Poblacions més properes
El següent diagrama mostra les poblacions més properes.